# Florind Bardulla
Florind Bardulla, född den 19 november 1992 i Shkodra i Albanien, är en albansk fotbollsspelare som spelar för albanska KF Vllaznia. Bardulla spelar på den högra sidan av mittbanan.